# 双地震
地震学家有时指一对同样大小的地震发生在相对密集的时间和地点称为“双地震”。这与地震余震的正常模式不同，余震逐渐减弱的幅度一般都来自同一个震源为主，而对地震震源在原地震以外的地方，第一次地震可能距离第二次地震有相当长的距离和时间，第二次地震的规模可能稍大于第一个。这种类型的地震每年发生一次或两次，但比一般地震少得多。在地震多发地区，官员们并不会预料到发生双重地震，因为这是罕见的地震。但是，当发生时，它们具有较高的灾害的潜力。
最近的一次M8.0级以上双重地震发生在2006年底和2007年初，在俄日争议岛屿南千岛群岛（日本称北方四岛），此处自1915以来没有发生过大规模地震。第1次地震发生在2006年11月15日，震级为M8.3，此后不久，太平洋板块发生了地震活动，第2次地震发生在2007年1月13日，震级为M8.1。由于震源在海洋，第1次地震只有1人受伤，第2次地震没有报告伤亡。然而，两次地震都引起了海啸，2006年11月15日的地震造成的海啸袭击了加利福尼亚海岸，造成了500000 - 1000000美元的损失。
三重地震也是可能的，例如2010年棉兰老岛地震。